# Schönleinstraße (metropolitana di Berlino)
Schönleinstraße è una stazione della metropolitana di Berlino, sulla linea U8. È posta sotto tutela monumentale (Denkmalschutz).

## Storia
La stazione di Schönleinstraße venne costruita nell'ambito del progetto per la linea metropolitana Gesundbrunnen-Neukölln, o "GN-Bahn" (oggi U8). Essa entrò in servizio il 17 luglio 1927, come capolinea settentrionale provvisorio della prima tratta della linea, da Schönleinstraße a Boddinstraße. Il 12 febbraio dell'anno successivo la linea venne prolungata verso nord in direzione di Kottbusser Tor.
Il 2 agosto 1951 la stazione venne ridenominata Kottbusser Damm (Schönleinstraße); il 31 maggio 1992 riassunse la denominazione originaria.